# الخوش
الخوش (به عربی: الخوش) یک منطقهٔ مسکونی در عربستان سعودی است که در استان عسیر واقع شده‌است. الخوش ۴٬۵۰۰ نفر جمعیت دارد و ۳۵۰ متر بالاتر از سطح دریا واقع شده‌است.